# Хагос Гебрхивет
Хагос Гебрхивет — эфиопский легкоатлет,  бегун на длинные дистанции, который специализируется в беге на 5000 метров. На чемпионате мира среди юношей 2011 года занял 5-е место в беге на 3000 метров. Серебряный призёр Бислеттских игр 2012 года.
2 апреля 2012 года стал серебряным призёром пробега Carlsbad 5000 и обладателем денежного приза в размере 3500 долларов США. На этапе Бриллиантовой лиги 2012 года Meeting Areva занял 2-е место с результатом 12.47,53 — это рекорд мира среди юниоров. На соревнованиях Shanghai Golden Grand Prix 2012 года занял 1-е место.
На олимпийских играх 2012 года занял 11-е место.
2 февраля 2013 года стал победителем соревнований Boston Indoor Games в беге на 3000 метров с результатом 7.32,87 — это новый мировой рекорд среди юниоров.
9 марта 2014 года на чемпионате мира в помещении в Сопоте занял 5-е место на 3000 метров.

## Достижения
Бриллиантовая лига
- 2013:  Adidas Grand Prix — 13.10,03
- 2013:  Golden Gala — 12.55,73
- 2013:  Sainsbury's Grand Prix — 13.17,11
- 2013:  Athletissima — 13.07,11
- 2014:  Shanghai Golden Grand Prix — 13.06,88